# 磯鶏駅
磯鶏駅（そけいえき）は、岩手県宮古市磯鶏石崎にある、三陸鉄道リアス線の駅である。
駅の愛称は「松原の想い出」。

## 歴史
- 1935年（昭和10年）11月17日：鉄道省山田線の駅として開業[1][2]。
- 1947年（昭和22年）8月8日：昭和天皇の戦後巡幸に伴い、お召し列車が磯鶏駅発 - 釜石駅着で運行[3]。
- 1981年（昭和56年）3月24日：貨物の取り扱いを廃止[2]。
- 1984年（昭和59年）2月1日：荷物扱い[2]。無人化[4]。磯鶏駅長が廃止され、宮古駅長管理下となる。
- 1987年（昭和62年）4月1日：国鉄分割民営化に伴い、東日本旅客鉄道（JR東日本）の駅となる[1][2]。
- 2011年（平成23年）3月11日：東日本大震災により営業休止。
- 2019年（平成31年）3月23日：当駅を含む宮古駅 - 釜石駅間復旧と同時に三陸鉄道に移管、リアス線の駅となる。

## 駅構造
単式ホーム1面1線を有する地上駅。
かつて当駅からラサ工業宮古工場の専用線が接続していた。専用線では、現在大井川鐵道で使用されているC10 8などが活躍していた。

## 利用状況
「宮古市の統計」によると、2021年度（令和3年度）の1日平均乗車人員は41人である。
三陸鉄道移管後の推移は以下のとおりである。
| 乗車人員推移       | 乗車人員推移     | 乗車人員推移 |
| 年度               | 1日平均 乗車人員 | 出典         |
| ------------------ | ---------------- | ------------ |
| 2018年（平成30年） | 34               | [ 統計 1 ]   |
| 2019年（令和元年） | 63               | [ 統計 1 ]   |
| 2020年（令和02年） | 39               | [ 統計 1 ]   |
| 2021年（令和03年） | 41               | [ 統計 1 ]   |

## 駅周辺
- 岩手県道277号宮古港線
- 国道45号
- 磯鶏海岸
- 磯鶏郵便局
- 宮古市民文化会館
- 岩手県立宮古水産高等学校
- 国立宮古海上技術短期大学校
- 宮古港藤原埠頭フェリーターミナル（室蘭港行きシルバーフェリー、休航中）

## 隣の駅
三陸鉄道
■リアス線
八木沢・宮古短大駅 - 磯鶏駅 - 宮古駅

#### 記事本文
1. 1 2 3  曽根悟（監修） 著、朝日新聞出版分冊百科編集部 編『週刊 歴史でめぐる鉄道全路線 国鉄・JR』 21号 釜石線・山田線・岩泉線・北上線・八戸線、朝日新聞出版〈週刊朝日百科〉、2009年12月6日、18-19頁。
2. 1 2 3 4 5  石野哲 編『停車場変遷大事典 国鉄・JR編』 II（初版）、JTB、1998年10月1日、500頁。ISBN 978-4-533-02980-6。
3. ↑  原武史『昭和天皇御召列車全記録』新潮社、2016年9月30日、95頁。ISBN 978-4-10-320523-4。
4. ↑  「通報 ●山口線大歳駅ほか76駅の駅員無配置について（旅客局）」『鉄道公報号外』日本国有鉄道総裁室文書課、1984年1月30日、32面。

#### 利用状況
1. 1 2  “第8章 運輸・通信” (PDF). 宮古市の統計 令和4年版.   宮古市. p. 52 (2023年4月1日). 2023年5月13日閲覧。